# Chemin Saint-Louis
Ne doit pas être confondu avec Rue Saint-Louis (Québec).
Le chemin Saint-Louis est une artère d'orientation est-ouest traversant l'arrondissement de Sainte-Foy–Sillery–Cap-Rouge, à Québec. Cette route est un segment du chemin du Roy.

## Situation et accès
Le chemin a une longueur d'environ 9,2 km. C'est une route bidirectionnelle à 2 voies. Contrairement à la majorité des rues environnantes qui sont à angle droit, le tracé du chemin est sinueux. Il débute à l'est à la jonction avec le boulevard Laurier. Sur son parcours, il croise notamment l'avenue Maguire, l'avenue Charles-Huot, la route de l'Église, l'avenue des Hôtels, l'autoroute Henri-IV et le boulevard Pie-XII. Le chemin se termine en cul-de-sac près du parc Cartier-Roberval.

## Origine du nom
Son nom provient de la rue Saint-Louis dont il est le prolongement direct à l'extérieur des fortifications de Québec au moment de sa construction. 

## Historique
Le chemin est l'une des plus vieilles routes de Québec, reliant l'actuel Vieux-Québec à Cap-Rouge dès les débuts de la colonie française. Son existence est mentionné en 1636 sur une carte où il est indiqué comme étant le « grand chemin qui va de Québec au Cap-Rouge ». Le chemin agit comme premier rang des seigneuries de Sillery et de Gaudarville au moment de leurs concessions dans les années 1650. Traversant une forêt et longeant le haut de la falaise surplombant le fleuve Saint-Laurent, son paysage est apprécié par la bourgeoisie qui y construit des villas dès la fin du XVIIIe siècle. Le tracé du chemin est fixe depuis 1824.
Le chemin connut les appellations de « chemin Saint-François-Xavier », « chemin de Cap-Rouge » et « chemin de Samos »puis de « chemin Saint-Louis » à partir du XIXe siècle.

Le nom de cette rue est attribué par Samuel de Champlain, fondateur de Québec, en hommage au roi de France. Le saint Louis en question pourrait être Louis IX ou bien Louis XIII selon les hypothèses et interprétations historiques. L'odonyme est officialisé par la municipalité de Sillery en 1924 et par la Commission de toponymie le 5 avril 1984.
Vers 1920, le chemin est élargi et bitumé avec l'augmentation de la circulation automobile. Jusqu'en 1945, il reçoit tout le trafic entre le centre-ville de Québec et le pont de Québec. L'ouverture du boulevard Laurier permet ensuite au chemin de retrouver son caractère pittoresque. Les quartiers résidentiels de Sillery et de Saint-Louis se développent durant ce même siècle autour du chemin, faisant de lui une artère principalement emprunté pour la circulation locale à l'intérieur de ces secteurs.
Avant 2006, le chemin Saint-Louis se rendait jusqu'à l'avenue Holland. Avec les Réorganisation des municipalités du Québec, on utilise maintenant Boulevard Laurier jusqu'à l'avenue Holland. Le chemin Saint-Louis se termine donc à l'intersection du boulevard Laurier

## Bâtiments remarquables et lieux de mémoire
D'est en ouest :
- 0 à 1645 (maintenant Boulevard Laurier)
- 1645 : Saint Brigid's Home
- 1801 : Cimetière Mount Hermon
- 2047 : Collège Jésus-Marie de Sillery
- 2141 : Domaine Cataraqui
- 2315 : Séminaire des Pères Maristes
- Près de 4000 : Boisé de Marly
- 4075 : Parc Cartier-Roberval